# كارياسيكا
كارياسيكا هي بلدية في البرازيل، تتبع إسبيريتو سانتو، بلغ عدد سكانها 348٬738  نسمة، في 2010، تبلغ مساحتها 279٫975 كيلومتر مربع.

## أعلام
- إيدر لوسيانو
- إليسا لوسيندا
- تياغو ألميدا